# أبو الحارث أحمد
أبو الحارث أحمد (توفي حوالي عام 1000) كان ثالث حاكم فرغوني لجوزجان من 982 إلى 1000. كان ابن أبو الحارث محمد وخلفه.

## السيرة الذاتية
في عام 982، توفي والد أبو الحارث، تاركًا له مملكة في أوج قوتها. في عام 990، أرسل حاكم السامانيون نوح بن منصور الساماني أبا الحارث لقمع تمرد القائد العسكري التركي فائق. إلا أن أبا الحارث هُزم على يد فائق، واضطر إلى الفرار.
بعد فترة، بدأت علاقات أبي الحارث مع الغزنوي سبكتكين ونجله محمود الغزنوي في الازدهار؛ حيث هاجموا فائق والسمجوريون يقودهم أبو علي السمجوري في هرات، حيث حققوا انتصارًا حاسمًا عليهم. كما عقدوا تحالفًا من خلال زواج مزدوج؛ فتزوج ابن أبي الحارث، أبو النصر محمد، من ابنة سبكتكين، بينما تزوج محمود من إحدى بنات أبي الحارث. في هذه الأثناء، بدأ السامانيون في الانهيار بسرعة. توفي سبكتكين في عام 997، ودخلت مملكته في حرب أهلية بين أبنائه محمود وإسماعيل. خلال الحرب الأهلية، بقي أبو الحارث محايدًا، وبحلول عام 998، تمكن محمود من الانتصار، وسُمح لإسماعيل بالعيش في بلاط أبي الحارث. وبعد عام، غزا القاراخانيون بقايا مملكة السامانيين.
توفي أبو الحارث في حوالي عام 1000، وخلفه ابنه أبو النصر محمد، الذي أصبح لاحقًا تابِعًا للغزنويين.